# Condado de Pottawatomie (Kansas)
El condado de Pottawatomie (en inglés: Pottawatomie County), fundado en 1867, es uno de 105 condados del estado estadounidense de Kansas. En el año 2005, el condado tenía una población de 9,496 habitantes y una densidad poblacional de 5 personas por km². La sede del condado es Westmoreland. El condado recibe su nombre en honor a la tribu Potawatomi. El condado forma parte del área metropolitana de Manhattan.

## Geografía
Según la Oficina del Censo, el condado tiene un área total de 2233 km² (862,2 mi²), de la cual 2187 km² (844,4 mi²) es tierra y 46 km² (17,760617760618 mi²) (2.07%) es agua.

### Condados adyacentes
- Condado de Marshall (norte)
- Condado de Nemaha (noreste)
- Condado de Jackson (este)
- Condado de Shawnee (sureste)
- Condado de Wabaunsee (sur)
- Condado de Riley (oeste)

## Demografía
Según la Oficina del Censo en 2000, los ingresos medios por hogar en el condado eran de $40,176, y los ingresos medios por familia eran $47,261. Los hombres tenían unos ingresos medios de $31,368 frente a los $23,238 para las mujeres. La renta per cápita para el condado era de $17,785. Alrededor del 9.70% de la población estaban por debajo del umbral de pobreza.

## Transporte

### Autopistas principales
- U.S. Route 281
- Ruta Estatal de Kansas 13
- Ruta Estatal de Kansas 16
- Ruta Estatal de Kansas 18
- Ruta Estatal de Kansas 63
- Ruta Estatal de Kansas 99
- Ruta Estatal de Kansas 113
- Ruta Estatal de Kansas 114

## Localidades
Población estimada en 2004;
- Wamego, 4,224
- St. Marys, 2,246
- Onaga, 686
- Westmoreland, 643 (sede)
- St. George, 475
- Emmett, 274
- Belvue, 224
- Louisville, 211
- Olsburg, 185
- Havensville, 147
- Wheaton, 92

### Municipios
El condado de Pottawatomie está dividido entre 23 municipios. El condado tiene a Manhattan como una ciudad independiente a nivel de gobierno, y todos los datos de población para el censo e las ciudades son incluidas en el municipio.

## Educación

### Distritos escolares
- Wamego USD 320
- Kaw Valley USD 321
- Onaga USD 322
- Rock Creek Schools (Westmoreland and St. George) USD 323